# Hanshan Deqing

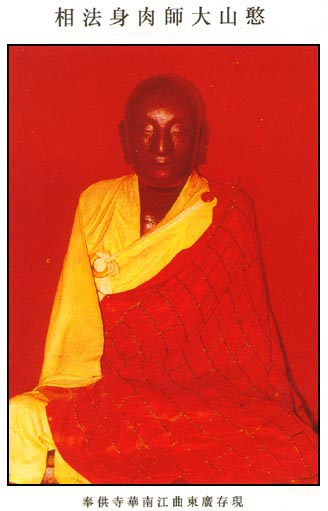
Mumia mistrza chan Hanshana Deqinga

Hanshan Deqing (chiń. upr. 憨山德清; pinyin Hānshān Déqīng; kor. 감산덕청 Gamsan Tŏkch’ŏng; jap. Kanzan Tokushō; wiet. Hám Sơn Đức Thanh; ur. 1545, zm. 1623) – chiński mistrz chan.

## Życiorys
Urodził się w Quanjiao (全椒) w pobliżu Nankinu w dzisiejszej prowincji Anhui w rodzinie buddyjskiej Cai. W wieku 9 lat rozpoczął praktykę w klasztorze buddyjskim. W wieku 12 lat zamieszkał w klasztorze Bao’en w Nankinie i studiował w nim do 28 roku życia. Jego bratem dharmicznym był Xuelang Hong’en, który potem został mistrzem szkoły huayan i jogaczary (1545–1608). W wieku 19 lat został w pełni zaordynowany. Praktykował u wielu mistrzów: Xilina, Wuji, Dazhou Zhao, Yungu Fahui. Oprócz chanu studiował także nauki huayan i jingtu.
Z jego książki Podróż Hanshana do krainy snów wiadomo, że miał kilka doświadczeń oświecenia. Pierwsze takie doświadczenie osiągnął podczas słuchania wykładu o wszechprzenikaniu się fenomenów według Sutry Awatamsaki. Kolejne doświadczenie przeżył na górze Wutai podczas czytania wczesnego madhjamicznego traktatu Rzeczy się nie poruszają. Hanshan był wtedy korektorem Księgi Chao, która była źródłem dla tekstu Rzeczy się nie poruszają. W pewnym miejscu tekstu znajduje się historia Brahmaczarina, który opuścił dom w młodości i gdy do niego powrócił jego włosy były już siwe. Kiedy sąsiedzi zaczęli mu zadawać pytania typu „Czy ten człowiek [którego znamy] wciąż jeszcze żyje?” on odpowiedział „Wyglądam jak ten człowiek z przeszłości, ale nie jestem nim”. Po przeczytania tej historii Hanshan nagle zrozumiał, że wszystkie rzeczy ani nie przychodzą, ani nie odchodzą. Kiedy wstał i przechadzał się nie widział rzeczy w ruchu. Kiedy zwinął żaluzje okna, wiatr wiał między drzewami i liście wszędzie spadały, ale Hanshan nie widział żadnego ruchu. Kiedy poszedł oddać mocz, także nie widział żadnego ruchu. Zrozumiał dogłębnie, co tekst wyraził zdaniem „Strumienie i rzeki wpadają do oceanu, a jednak nie ma wpływania”. W tym momencie wszystkie jego egzystencjalne problemy związane z życiem i śmiercią zostały strzaskane. Napisał wtedy wiersz:
| Życie i śmierć, dzień i noc; Woda płynie i kwiaty spadają. Tylko dziś, wiem to, Że mój nos jest skierowany w dół. |

Następnego dnia mistrz chan Miaofeng zauważył zmianę w zachowaniu się Hanshana i spytał, co się stało. Hanshan odparł: „Zeszłej nocy zobaczyłem dwa żelazne woły walczące ze sobą na brzegu rzeki. Oba do niej wpadły. Od tej pory niczego o nich nie słyszałem”. Miaofeng ucieszony pogratulował mu.
W jakiś czas potem, gdy po posiłku udał się na górską przechadzkę, doświadczył nagle głębokiego samadhi. Stracił całkowicie świadomość ciała i umysłu. Doświadczał wszystkiego, całego wszechświata, jako skupionego w wielkim, doskonałym umyśle-lustrze.
Około 1565 r. został uczniem mistrza Wuji Mingxina (1512–1574), ale mimo tego dalej praktykował u mistrza Yungu Fahui (1500–1579), a od 1574 r. u mistrza Faguanga.
W 1592 roku udał się na północ Chin, na górę Wutai, gdzie przez 8 lat praktykował na jednym z jej szczytów, zwanym Hanshan feng (szczyt Głupiej Góry) i od niego przybrał swoje imię. Przeprowadził ceremonię zabezpieczającą narodziny męskiego następcy tronu. W 9 miesięcy później jedna z konkubin cesarskich urodziła syna. Po tym fakcie zaczęła go wspierać matka cesarza. W tym też czasie rozpoczął pisać szereg prac buddyjskich, które przyniosły mu sławę i ogólny szacunek.
Po kilku latach na Hanshan mistrz przeniósł się na wybrzeże w prowincji Shandong. Tam, przy finansowej pomocy matki cesarza, wybudował klasztor Haiyin na górze Lao, jeden z największych w Chinach, zwrócony w stronę morza. Po zepsuciu się relacji cesarza-syna z matką, ta sytuacja odbiła się na pozycji mistrza, który w 1595 roku został aresztowany, pozbawiony mnisiej godności i zesłany do najbardziej południowej prowincji cesarstwa, gdzie przebywał w garnizonie Leizhou. Dodatkowo spalono także jego klasztor.
Na zesłaniu musiał zgłaszać się na rozmowy z władzami. Jednak wkrótce jego sława jako byłego wybitnego mistrza chan spowodowała, że mógł, względnie swobodnie, poruszać się po prowincji. Wsławił się zorganizowaniem pomocy podczas klęski żywiołowej i uspokoił wybuchające zamieszki w stolicy prowincji Guangzhou. Podczas pobytu w rejonie stolicy w ciągu kilku lat odrestaurował słynny klasztor Szóstego Patriarchy Nanhua na górze Caoxi w Guangdong (ok. 200 km od stolicy). Przekonawszy się wtedy o upadku monastycyzmu, stworzył dziesięciopunktowy zestaw reguł domu medytacji w klasztorach. Nastawione one były na sprawy administracyjne publicznego klasztoru.
Po 20 latach zesłania, w roku 1613, Hanshan odzyskał wolność. Przyjął wtedy zaproszenie od mnichów z góry Heng, najbardziej na południe wysuniętej części masywu górskiego Wutai (ok. 300 km na zachód od Caoxi). Ponownie zgolił głowę i przywdział mnisie szaty. Po niecałych trzech latach udał się na północ do Yangzi, a potem na wschód do Nankinu. Po drodze zatrzymał się na górze Lu, gdzie zachwycił się jej pięknem. W 1617 roku powrócił tu i zamieszkał w małym górskim klasztorze Wuru si (五乳寺, Klasztor Pięciu Piersi).
W 1622 roku, gdy stan jego zdrowia się pogorszył, uczniowie poprosili go o powrót do Nanhua si. Przyczynił się do odrestaurowania klasztoru.
Mistrz chan Hanshan Deqing zmarł w 1623 roku w klasztorze Nanhua, gdzie do dziś znajduje się jego zmumifikowane ciało obok mumii Huinenga. Mumie, po zniszczeniach w okresie rewolucji kulturalnej zostały odrestaurowane.
Był jednym z tych mistrzów chan, którzy pracowali nad ożywieniem podupadającego chanu w epoce Ming. Propagował praktykę chan połączoną z praktyką szkoły Czystej Krainy.

## Nauki i poglądy
Pod koniec XVI wieku rozumiano praktykę chan jako medytację, a zwłaszcza medytację „krytycznych fraz” (chiń. huatou), która propagowana była w XII wieku przez mistrza chan Dahui Zonggao (1089–1163). Według Hanshana, pierwszym mistrzem, który propagował tak rozumianą medytację chan w XVI wieku, był mistrz Yungu Fahui (1500–1579). W 1549 przeprowadził siedmiodniowe odosobnienie medytacyjne w klasztorze Tianjie, w którym wziął udział Hanshan. Yungu nauczał swoich uczniów użycia „krytycznych fraz” Koanu, jako medytacyjnej techniki. Propagował także wykorzystywanie „krytycznej frazy” „recytowania imienia Buddy”. Zachęcał uczniów do podnoszenia pytania „kto recytuje imię Buddy?”. Yungu podkreślał rolę wątpienia, w sposób podobny jak czynił to Dahui Zonggao. Yungu najbardziej ze wszystkich mistrzów ukształtował Hanshana. Zainspirowany przez niego udał się na górę Wutai, gdzie praktykował medytację w ascetycznych warunkach. Doświadczenie Hanshana było dość typowe dla ówczesnych zdeterminowanych mnichów. Przebywali w odległych rejonach, angażowali się głęboko w medytację łącznie z dewocjonalnym i ascetycznymi praktykami. Innymi formami medytacyjnych praktyk były „samotne ograniczenia” (chiń. biguan) oraz małe medytacyjne cele (chiń. chanku), które rozsiane były np. na górze Wutai.
Ponieważ medytację rozumiano jako podstawową cechę chanu, praktykujący, tacy zwłaszcza jak trójka wybitnych mistrzów chan tego okresu Zibo Zhenke (1543–1603), Yunqi Zhuhong (1535–1615) (znany także jako Lianchi Zhuhong) i Hanshan Deqing integrowali medytację „krytycznych fraz” z innymi praktykami. Hanshan podkreślał np. rolę studiów doktrynalnych. Mistrz Yunqi Zhuhong zsyntetyzował medytację chan z praktyką Czystej Krainy. Według nich oświecenie było stopniowym procesem związanym z wytężonym treningiem. Dla nich nagłe oświecenie bez włożonego wielkiego wysiłku nie istniało.
Różnicą, które dzieliła tych mistrzów do mistrzów XVII-wiecznych, był ich pogląd na temat roli nauczycieli chan. Zarówno Yunqi, jak i Hanshan zachęcali do samotnych praktyk i unikania nominalnych i stereotypowych nauk pretensjonalnych mistrzów. Wybitni mnisi, którzy praktykowali medytacje i ascetyzm bez właściwego przekazu Dharmy, byli aprobowani jako ci, którzy osiągnęli „mądrość bez nauczycieli” (chiń. wushizhi). Było to dla nich określenie chwalebne, chociaż w oczach ortodoksyjnych mistrzów z późniejszych generacji, było to nieszczęście, gdyż przekaz Dharmy określał ich tożsamość jako mnichów chan z pewnej linii przekazu.
To negatywne nastawienie do roli nauczyciela w przypadku Hanshana wynikło z kilku przyczyn. Po pierwsze – nigdy nie otrzymał przekazu Dharmy, chociaż umieszcza się go w linii przekazu Wuji Mingxina (1512–1574). Po drugie, był nieustannie proszony o pisanie wstępów do prac zajmujących się niejasnymi liniami przekazu. Jego teksty wskazują na to, że chociaż praktyka przekazu Dharmy została ożywiona, on sam poważnie podważał jej wartość. Dla niego ważniejsze było oświecenie umysłu niż nominalne należenie do jakiejś linii przekazu Dharmy. Taka jego postawa wpłynęła na innych współczesnych mu mnichów i pojawiło się kilku mistrzów chan, którzy zyskali dużą sławę pod koniec panowania dynastii Ming, bez uzyskania przekazu Dharmy. Dopiero pojawienie się mistrza Miyuna Yuanwu zmieniło to nastawienie.
Podsumowanie: Hanshan miał negatywne opinie o przekazie Dharmy i nagłym oświeceniu. Dlatego też wielkim zaskoczeniem dla niego i jemu współczesnych, było pojawienie się nowicjuszy, którzy nie zmierzali poważnie studiować buddyjskich doktryn, ani też praktykować medytacji oraz wykazywali „dziwacznym” zachowaniem, że interesują ich historie gong’anowe. Hanshan i współcześni mu mistrzowie obserwowali to z pogardą i nazwali ich chan „płytkim”.

## Prace literackie
Hanshan był bardzo płodnym autorem. Jego opublikowane prace: komentarze do sutr, traktaty, świeckie wiersze itd. przekraczają 8300 stron.
- Hanshan nianpu (Dziennik Hanshana)
- Hanshan meng yuji (Podróż Hanshana do krainy snów) – 55 zwojów, ponad 3000 stron
- komentarz do suplementu Tripitaki – ponad 1200 kartek dużego formatu, drukowanych obustronnie

## Linia przekazu Dharmy
- Lu’an Putai (także Lushan)
  - Wuji Mingxin (1512–1574)
    - Xuelang Hong’en (1545–1608) zrewitalizował szkołę huayan
    - Hanshan Deqing (1545–1623)
      - Xueling (bd)
        - Ouyi Zhixu (1599-1655)
          - Mengcan (bd)

      - Fushan (1587-1623)?
      - Fuzheng
      - Zhuanyu Guanheng (1579-1646)
        - Faxi